# Bóng ném tại Đại hội Thể thao châu Á
Bóng ném tại Đại hội Thể thao châu Á là một trong những môn thể thao đồng đội được đưa vào chương trình thi đấu chính thức của Đại hội Thể thao châu Á kể từ năm 1982 tại New Delhi, Ấn Độ. Kể từ đó, môn thi này trở thành sân chơi định kỳ của các đội tuyển quốc gia hàng đầu khu vực châu Á ở cả hai nội dung nam và nữ. Môn thi đấu này do Hội đồng Olympic châu Á (OCA) điều hành, dưới sự giám sát của Liên đoàn Bóng ném châu Á (AHF). 
Tính đến nay, Hàn Quốc là quốc gia thống trị tuyệt đối trong lịch sử bóng ném tại Đại hội Thể thao châu Á, với 13 tấm huy chương vàng ở cả nam và nữ. Trong khi đó, nội dung bóng ném nam có sự vươn lên mạnh mẽ của các đội tuyển đến từ Tây Á như Qatar và Bahrain trong những kỳ đại hội gần đây. Đội tuyển bóng ném nam Qatar đã vô địch 3 lần liên tiếp từ kì đại hội 2014 đến nay.

## Tóm tắt kết quả

### Nam
| Năm  | Chủ nhà           |              | Chung kết   | Chung kết    | Chung kết     |             | Tranh hạng 3  | Tranh hạng 3 | Tranh hạng 3 |
| Năm  | Chủ nhà           | Vô địch      | Tỷ số       | Á quân       | Hạng 3        | Tỷ số       | Hạng 4        |              |              |
| 1982 | New Delhi         | · Trung Quốc | 24–19       | · Nhật Bản   | · Hàn Quốc    | 32–22       | · Kuwait      |              |              |
| 1986 | Seoul             | · Hàn Quốc   | No playoffs | · Trung Quốc | · Nhật Bản    | No playoffs | · Kuwait      |              |              |
| 1990 | Bắc Kinh          | · Hàn Quốc   | No playoffs | · Nhật Bản   | · Ả Rập Xê Út | No playoffs | · Trung Quốc  |              |              |
| 1994 | Hiroshima         | · Hàn Quốc   | No playoffs | · Nhật Bản   | · Trung Quốc  | No playoffs | · Kuwait      |              |              |
| 1998 | Bangkok           | · Hàn Quốc   | 29–18       | · Kuwait     | · Nhật Bản    | 28–23       | · Iran        |              |              |
| 2002 | Busan             | · Hàn Quốc   | 22–21       | · Kuwait     | · Qatar       | 28–21       | · Nhật Bản    |              |              |
| 2006 | Doha              | · Kuwait     | 27–24       | · Qatar      | · Iran        | 31–27       | · Hàn Quốc    |              |              |
| 2010 | Quảng Châu        | · Hàn Quốc   | 32–28       | · Iran       | · Nhật Bản    | 27–20       | · Ả Rập Xê Út |              |              |
| 2014 | Incheon           | · Qatar      | 24–21       | · Hàn Quốc   | · Bahrain     | 28–25       | · Iran        |              |              |
| 2018 | Jakarta–Palembang | · Qatar      | 32–27 OT    | · Bahrain    | · Hàn Quốc    | 24–23       | · Nhật Bản    |              |              |
| 2022 | Hàng Châu         | · Qatar      | 32–25       | · Bahrain    | · Kuwait      | 31–30       | · Nhật Bản    |              |              |

### Nữ
| Năm  | Chủ nhà           |              | Chung kết   | Chung kết           | Chung kết           |             | Tranh hạng 3        | Tranh hạng 3 | Tranh hạng 3 |
| Năm  | Chủ nhà           | Vô địch      | Tỷ số       | Á quân              | Hạng 3              | Tỷ số       | Hạng 4              |              |              |
| 1990 | Bắc Kinh          | · Hàn Quốc   | No playoffs | · Trung Quốc        | · Đài Bắc Trung Hoa | No playoffs | · CHDCND Triều Tiên |              |              |
| 1994 | Hiroshima         | · Hàn Quốc   | No playoffs | · Nhật Bản          | · Trung Quốc        | No playoffs | · Kazakhstan        |              |              |
| 1998 | Bangkok           | · Hàn Quốc   | No playoffs | · CHDCND Triều Tiên | · Nhật Bản          | No playoffs | · Trung Quốc        |              |              |
| 2002 | Busan             | · Hàn Quốc   | No playoffs | · Kazakhstan        | · Trung Quốc        | No playoffs | · Nhật Bản          |              |              |
| 2006 | Doha              | · Hàn Quốc   | 29–22       | · Kazakhstan        | · Nhật Bản          | 25–22       | · Trung Quốc        |              |              |
| 2010 | Quảng Châu        | · Trung Quốc | 31–22       | · Nhật Bản          | · Hàn Quốc          | 38–26       | · Kazakhstan        |              |              |
| 2014 | Incheon           | · Hàn Quốc   | 29–19       | · Nhật Bản          | · Kazakhstan        | 27–26       | · Trung Quốc        |              |              |
| 2018 | Jakarta–Palembang | · Hàn Quốc   | 29–23       | · Trung Quốc        | · Nhật Bản          | 43–14       | · Thái Lan          |              |              |
| 2022 | Hàng Châu         | · Nhật Bản   | 29–19       | · Hàn Quốc          | · Trung Quốc        | 39–26       | · Kazakhstan        |              |              |

## Bảng huy chương
| Hạng                | Đoàn                    | Vàng | Bạc | Đồng | Tổng số |
| ------------------- | ----------------------- | ---- | --- | ---- | ------- |
| 1                   | Hàn Quốc (KOR)          | 13   | 2   | 3    | 18      |
| 2                   | Qatar (QAT)             | 3    | 1   | 1    | 5       |
| 3                   | Trung Quốc (CHN)        | 2    | 3   | 4    | 9       |
| 4                   | Nhật Bản (JPN)          | 1    | 6   | 6    | 13      |
| 5                   | Kuwait (KUW)            | 1    | 2   | 1    | 4       |
| 6                   | Bahrain (BRN)           | 0    | 2   | 1    | 3       |
| 6                   | Kazakhstan (KAZ)        | 0    | 2   | 1    | 3       |
| 8                   | Iran (IRI)              | 0    | 1   | 1    | 2       |
| 9                   | CHDCND Triều Tiên (PRK) | 0    | 1   | 0    | 1       |
| 10                  | Đài Bắc Trung Hoa (TPE) | 0    | 0   | 1    | 1       |
| 10                  | Ả Rập Xê Út (KSA)       | 0    | 0   | 1    | 1       |
| Tổng số (11 đơn vị) | Tổng số (11 đơn vị)     | 20   | 20  | 20   | 60      |

## Quốc gia tham dự

### Nam
| Đội tuyển                            | 1982 | 1986 | 1990 | 1994 | 1998 | 2002 | 2006 | 2010 | 2014 | 2018 | 2022 | Số lần tham dự |
| ------------------------------------ | ---- | ---- | ---- | ---- | ---- | ---- | ---- | ---- | ---- | ---- | ---- | -------------- |
| Bahrain                              | 7th  |      |      |      |      | 6th  | 7th  | 6th  | 3rd  | 2nd  | 2nd  | 7              |
| Trung Quốc                           | 1st  | 2nd  | 4th  | 3rd  | 6th  | 7th  | 11th | 7th  | 10th |      | 5th  | 10             |
| Đài Bắc Trung Hoa                    |      |      |      |      |      | 5th  |      |      | 8th  | 9th  |      | 3              |
| Hồng Kông                            |      | 6th  |      |      |      |      | 13th | 10th | 11th | 8th  | 9th  | 6              |
| Ấn Độ                                | 8th  |      |      |      |      |      | 12th | 9th  | 14th | 10th |      | 5              |
| Indonesia                            |      |      |      |      |      |      |      |      |      | 12th |      | 1              |
| Iran                                 |      | 5th  |      |      | 4th  |      | 3rd  | 2nd  | 4th  | 5th  | 7th  | 7              |
| Iraq                                 |      |      |      |      |      |      |      |      |      | 7th  |      | 1              |
| Nhật Bản                             | 2nd  | 3rd  | 2nd  | 2nd  | 3rd  | 4th  | 6th  | 3rd  | 9th  | 4th  | 4th  | 11             |
| Kazakhstan                           |      |      |      |      |      |      |      |      |      |      | 7th  | 1              |
| Kuwait                               | 4th  | 4th  |      | 4th  | 2nd  | 2nd  | 1st  | 8th  | 5th  |      | 3rd  | 9              |
| Liban                                |      |      |      |      |      |      | 9th  |      |      |      |      | 1              |
| Ma Cao                               |      |      |      |      |      |      | 15th |      |      |      |      | 1              |
| Mông Cổ                              |      |      |      |      |      | 9th  |      | 11th | 12th |      | 13th | 4              |
| CHDCND Triều Tiên                    |      |      | 5th  |      |      |      |      |      |      |      |      | 1              |
| Malaysia                             |      |      |      |      |      |      |      |      |      | 13th |      | 1              |
| Oman                                 |      |      |      |      |      |      |      |      | 6th  |      |      | 1              |
| Pakistan                             |      |      |      |      |      |      |      |      |      | 11th |      | 1              |
| Qatar                                |      |      |      |      | 7th  | 3rd  | 2nd  | 5th  | 1st  | 1st  | 1st  | 7              |
| Ả Rập Xê Út                          | 5th  |      | 3rd  | 5th  |      |      | 8th  | 4th  | 7th  | 6th  | 9th  | 8              |
| Hàn Quốc                             | 3rd  | 1st  | 1st  | 1st  | 1st  | 1st  | 4th  | 1st  | 2nd  | 3rd  | 5th  | 11             |
| Syria                                |      |      |      |      |      |      | 5th  |      |      |      |      | 1              |
| Thái Lan                             |      |      |      |      | 8th  |      |      |      |      |      | 9th  | 2              |
| Các Tiểu vương quốc Ả Rập Thống nhất | 6th  |      | 6th  |      | 5th  | 8th  | 10th |      | 13th |      |      | 6              |
| Uzbekistan                           |      |      |      |      |      |      | 14th |      |      |      | 9th  | 2              |
| Số đội                               | 8    | 6    | 6    | 5    | 8    | 9    | 15   | 11   | 14   | 13   | 13   |                |

### Nứ
| Đội tuyển         | 1990 | 1994 | 1998 | 2002 | 2006 | 2010 | 2014 | 2018 | 2022 | Số lần tham dự |
| ----------------- | ---- | ---- | ---- | ---- | ---- | ---- | ---- | ---- | ---- | -------------- |
| Trung Quốc        | 2nd  | 3rd  | 4th  | 3rd  | 4th  | 1st  | 4th  | 2nd  | 3rd  | 9              |
| Đài Bắc Trung Hoa | 3rd  |      |      |      | 5th  | 6th  |      |      |      | 3              |
| Hồng Kông         | 6th  |      |      |      |      |      | 6th  | 7th  | 7th  | 4              |
| Ấn Độ             |      |      |      |      | 8th  | 8th  | 8th  | 9th  | 5th  | 5              |
| Indonesia         |      |      |      |      |      |      |      | 8th  |      | 1              |
| Nhật Bản          | 5th  | 2nd  | 3rd  | 4th  | 3rd  | 2nd  | 2nd  | 3rd  | 1st  | 9              |
| Kazakhstan        |      | 4th  | 5th  | 2nd  | 2nd  | 4th  | 3rd  | 6th  | 4th  | 8              |
| Malaysia          |      |      |      |      |      |      |      | 10th |      | 1              |
| Maldives          |      |      |      |      |      |      | 9th  |      |      | 1              |
| Nepal             |      |      |      |      |      |      |      |      | 9th  | 1              |
| CHDCND Triều Tiên | 4th  |      | 2nd  | 5th  |      | 5th  |      | 5th  |      | 5              |
| Qatar             |      |      |      |      |      | 9th  |      |      |      | 1              |
| Hàn Quốc          | 1st  | 1st  | 1st  | 1st  | 1st  | 3rd  | 1st  | 1st  | 2nd  | 9              |
| Thái Lan          |      |      | 6th  |      | 7th  | 7th  | 7th  | 4th  | 7th  | 6              |
| Uzbekistan        |      |      |      |      | 6th  |      | 5th  |      | 5th  | 3              |
| Số đội            | 6    | 4    | 6    | 5    | 8    | 9    | 9    | 10   | 9    |                |